# Silvanoprus fagi
Silvanoprus fagi är en skalbaggsart som först beskrevs av Guérin-Méneville 1844.  Silvanoprus fagi ingår i släktet Silvanoprus och familjen smalplattbaggar. Arten är reproducerande i Sverige. Inga underarter finns listade i Catalogue of Life.